# Копаев, Вячеслав Георгиевич
Вячесла́в Гео́ргиевич Копа́ев (18 марта 1938, Москва — 28 мая 2005) — российский, ранее советский, шахматный композитор; мастер спорта СССР (1983), международный мастер (2001) и судья всесоюзной категории (1980) по шахматной композиции.
Инженер-физик. В 1962 году закончил Московский инженерно-физический институт, продолжительное время работал ведущим инженером ВНИИ источников тока. Являлся действительным членом Международной академии авторов научных открытий и изобретений. Имеет свыше 150 авторских свидетельств и патентов на изобретения в России.
С 1955 года опубликовал свыше 500 задач, преимущественно двух- и трёхходовки, а также коопматы. На конкурсах удостоен 170 отличий, в том числе 65 призов (20 первых). Имеет 35,92 балла в Альбомах ФИДЕ. Пятикратный чемпион мира в составе сборных СССР и России. Финалист 3 личных чемпионатов СССР — в 14-м (1983) разделил 4-5-е место по разделу трёхходовок. Второй призёр командного чемпионата СССР 1977—1978 в составе сборной Москвы. Чемпион Москвы (1970 и 1983) по трёхходовкам, а также по двухходовкам (1984). В своём творчестве стремился к рекордным выражениям замысла — к таскам.
Внёс большой вклад в развитие шахматной композиции СССР и России. Член Центральной комиссии по шахматной композиции (с 1972), в 1980-е годы — секретарь комиссии. С его помощью в 1992 году был создан журнал «Шахматная композиция», в редакционной коллегии которого он сотрудничал впоследствии.
Международный арбитр по шахматной композиции (1989).

## Книги
- Копаев В. Г. Избранные шахматные композиции.— М. — 1996. — 80 с.
- Копаев В. Г. 500 шахматных задач.— М.— 2002.

## Статьи
- Беспокойный король // «64», 1976.— 24(415).— С. 15
- Многосерийные короткометражки // «64», 1979.— 26(573).— С. 15.
- Автор… поневоле // «64».— 49(596).— C. 15.
- Штрихи незавершённости // «Шахматы в СССР», 1981.— 6.— С. 47.
- И судьи в ответе // «Шахматы в СССР», 1981.— 10.— С. 44.
- Многосерийные трёхходовки // 64 — Шахматное обозрение, 1984.— 17(616).— С. 31.
- И снова возвращаясь... // 64 — Шахматное обозрение, 1984.— 10(705).— С. 26.
- Новый наряд «королевы» // 64 — Шахматное обозрение, 1984.— 24(719).— С. 26.
- И судьи судимы // 64 — Шахматное обозрение, 1986.— 17(770).— С. 30-31 (в соавторстве с А. Грином)
- Красота глубоких идей // 64 — Шахматное обозрение, 1988.— 7(798).— С. 31.
- Снова о дуалях // 64 — Шахматное обозрение, 1989.— 15(830).— С. 31.
- Эстетика современной двухходовки // Бюллетень ЦШК СССР, 1989.— №23.— С. 2—5.
- Память сердца //  Бюллетень ЦШК СССР, 1990.— №25.
- «Симфония» на тему Лошинского // Уральский проблемист, 1996.— №3(6).